# Serbien och Montenegros herrlandslag i ishockey
Serbien och Montenegros herrlandslag i ishockey representerade det dåvarande förbundsrepubliken Jugoslavien och statsunionen Serbien och Montenegro i ishockey för herrar mellan åren 1993 och 2006. Första matchen spelades den 20 mars 1995 i Sofia, och förlorades med 3-15 mot Ukraina, eftersom man fick inte deltaga tidigare i VM-sammanhang på grund av inbördeskriget i Jugoslavien 1992–1995.
Sista matchen spelades den 2 april 2006 i Sofia vid Division II 2006, och förlorade med 1-11 mot Rumänien. Efter att Serbien och Montenegro splittrades 2006, upplöstes landslaget senare till Serbiens herrlandslag i ishockey.

## OS-turneringar
- 1998 – OS i Nagano, Japan - kvalificerade sig inte
- 2002 – OS i Salt Lake City, USA - kvalificerade sig inte
- 2006 – OS i Turin, Italien - kvalificerade sig inte

## VM-statistik

### 1995-2006
| VM-Turneringar    | Matcher | Segrar | Oavgjorda | Förluster | Gjorda mål | Insläppta mål | Poäng |
| ----------------- | ------- | ------ | --------- | --------- | ---------- | ------------- | ----- |
| A-VM              | 0       | 0      | 0         | 0         | 0          | 0             | 0     |
| B-VM/Division I   | 0       | 0      | 0         | 0         | 0          | 0             | 0     |
| C-VM/Division II  | 43      | 22     | 6         | 15        | 245        | 161           | 50    |
| D-VM/Division III | 10      | 5      | 2         | 3         | 31         | 28            | 12    |